# Николаевка (Фёдоровский район, Саратовская область)
Николаевка — село в Фёдоровском районе Саратовской области, в составе сельского поселения Семёновское муниципальное образование.
Население — 439 (2015)

## История
Село Николаевка обозначено на карте Самарской губернии 1867 года По состоянию на 1890 год — в составе Семёновской волости Новоузенского уезда Самарской губернии. Согласно Списку населённых мест Самарской губернии 1910 года село населяли бывшие государственные крестьяне, малороссы, православные, всего 381 мужчина и 367 женщин. В селе имелись церковь, земская школа, 3 ветряные мельницы
После образования АССР немцев Поволжья — в составе Фёдоровского кантона. 28 августа 1941 года был издан Указ Президиума ВС СССР о переселении немцев, проживающих в районах Поволжья. Немецкое население АССР немцев Поволжья было депортировано.
После ликвидации АССР немцев Поволжья Николаевка, как и другие населённые пункты Фёдоровского кантона, была передана Саратовской области.
До 2016 года Николаевка являлась центром Николаевского муниципального образования. Законом Саратовской области от 22 апреля 2016 года № 43-ЗСО Николаевское было упразднено, включено в состав Семёновского муниципального образования, с административным центром в селе Семеновка.

## Физико-географическая характеристика
Село расположено в Низком Заволжье, в пределах Сыртовой равнины, относящейся к Восточно-Европейской равнине, на левом берегу реки Еруслан, на высоте около 75-80 метров над уровнем моря. В районе села река запружена. Рельеф местности равнинный, слабохолмистый. Почвы тёмно-каштановые.
По автомобильным дорогам расстояние до административного центра сельского поселения села Семёновка составляет 7,1 км, до районного центра рабочего посёлка Мокроус — 17 км, до областного центра города Саратов — 140 км.
Часовой пояс
Николаевка, как и вся Саратовская область, находится в часовой зоне МСК+1. Смещение применяемого времени относительно UTC составляет +4:00.

## Население
Динамика численности населения
| 1910 | 1987 | 2002 |
| ---- | ---- | ---- |
| 758  | ≈410 | 417  |

| 2002 | 2010 | 2012 | 2013 | 2014 | 2015 |
| ---- | ---- | ---- | ---- | ---- | ---- |
| 418  | ↗440 | ↗441 | ↘437 | ↘425 | ↗439 |